# 6796 Sundsvall
6796 Sundsvall è un asteroide della fascia principale. Scoperto nel 1993, presenta un'orbita caratterizzata da un semiasse maggiore pari a 2,7394035 UA e da un'eccentricità di 0,0628203, inclinata di 5,02915° rispetto all'eclittica.